# Abdelhalim Ouradi
Abdelhalim Ouradi (en arabe : عبد الحليم وردي) est un boxeur algérien né le 19 mars 1981. Il a remporté la médaille d'or aux Jeux africains en 2007 dans la catégorie des poids coqs et s'est qualifié pour les Jeux olympiques d'été de 2008.

## Carrière
Aux championnats d'Afrique de boxe amateur 2005, Ouradi a perdu en demi-finale des poids mouches contre Walid Cherif. Il est ensuite passé en poids coqs, où il a perdu contre Bruno Julie aux championnats d'Afrique en mai 2007.
Lors des Jeux africains de 2007 en Algérie, il prend sa revanche face à Julie en demi-finale et bat le Ghanéen Issa Samir en finale. Ouradi a également remporté la médaille d'or en -51 kg au tournoi de qualification olympique africain à Alger, où il a battu le boxeur marocain Hicham Mesbahi 6 points à 0 en finale. Il a ensuite remporté la coupe Ahmet Comert.
Aux Jeux olympiques d'été de 2008, Ouradi a été battu par le boxeur irlandais John Joe Nevin 4 points à 9. En 2009, il bat à nouveau Bruno Julie et a remporté les championnats d'Afrique à  Maurice.

### Palmarès
- Médaillé d'or aux championnats d'Afrique de boxe amateur 2009 à Vacoas.
- Médaillé d'or aux Jeux africains de 2007 à Alger.
- Médaillé d'argent aux championnats d'Afrique de boxe amateur 2007 à Antananarivo.
- Médaillé d'argent aux Jeux méditerranéens de 2009 à Pescara.
- Médaillé de bronze aux championnats d'Afrique de boxe amateur 2005 à Casablanca.